# Cape La Hune
Cape La Hune är en udde i Kanada.   Den ligger i provinsen Newfoundland och Labrador, i den östra delen av landet, 1 500 km öster om huvudstaden Ottawa.
Terrängen inåt land är lite kuperad. Havet är nära Cape La Hune söderut. Trakten är glest befolkad. Det finns inga samhällen i närheten. 